# Домаславиці (Західнопоморське воєводство)
Домаславиці (пол. Domasławice) — село в Польщі, у гміні Дарлово Славенського повіту Західнопоморського воєводства.
Населення — 480 осіб (2011).
У 1975—1998 роках село належало до Кошалінського воєводства.

## Демографія
Демографічна структура станом на 31 березня 2011 року:
|          | Загалом | Допрацездатний вік | Працездатний вік | Постпрацездатний вік |
| -------- | ------- | ------------------ | ---------------- | -------------------- |
| Чоловіки | 239     | 49                 | 179              | 11                   |
| Жінки    | 241     | 48                 | 150              | 43                   |
| Разом    | 480     | 97                 | 329              | 54                   |